# Detlef Malinkewitz

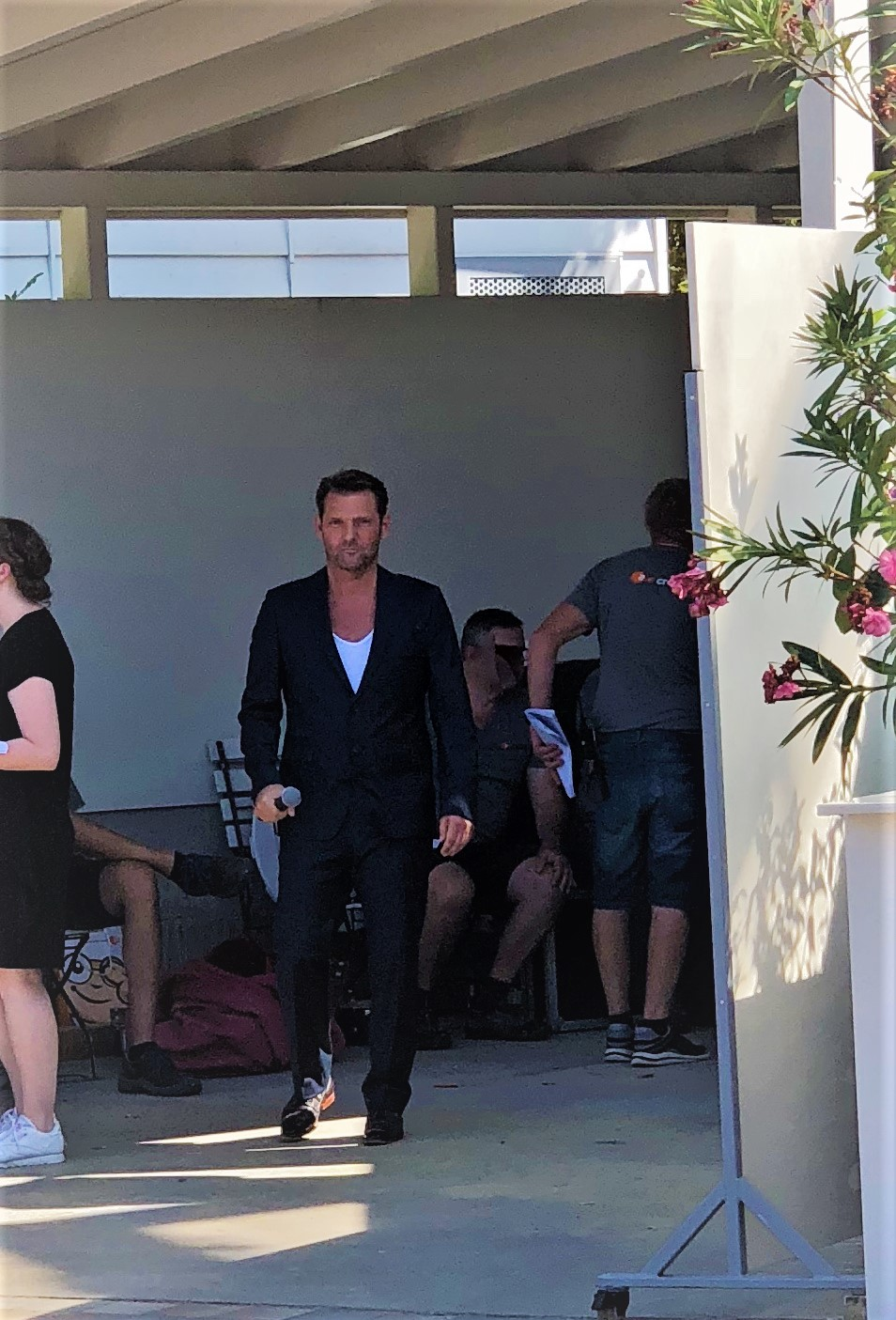
Detlef Malinkewitz (2018)

Detlef Malinkewitz (* 1966 in Baesweiler) ist ein deutscher Sänger. Er wurde 1996 unter dem Pseudonym L-Viz mit seiner Interpretation des Elvis-Presley-Songs In the Ghetto bekannt. 2018 hatte er unter seinem bürgerlichen Namen ein Comeback mit einem neuen Album.

## Biografie
Detlef Malinkewitz trat Anfang der 1990er Jahre als Elvis-Interpret in Las Vegas auf und veröffentlichte 1993 die CD In Erinnerung – The Very Best of Elvis Presley. Seinen musikalischen Durchbruch hatte er 1996, als er unter dem Projektnamen Ghetto People feat. L-Viz mit einer von Sony Music in mehr als 40 Ländern veröffentlichten Interpretation des Elvis-Songs In the Ghetto in die internationalen Musikcharts kam. In Deutschland rangierte der Titel vier Wochen in den Top Ten und wurde für über 250.000 verkaufte Exemplare vom Bundesverband Musikindustrie mit einer goldenen Schallplatte ausgezeichnet. Für den besten „Cover-Hit des Jahres“ wurde Malinkewitz 1997 gemeinsam mit den Ghetto People mit dem RSH-Gold-Preis ausgezeichnet.
Im Anschluss an seine Musikkarriere studierte Malinkewitz Kommunikationswissenschaft, Politische Wissenschaft und Philosophie an der RWTH Aachen. Vier Jahre später wurde er von der Philosophischen Fakultät der Universität zum Dr. phil. promoviert. Von 2009 bis 2015 arbeitete er als Referent des Aachener Oberbürgermeisters. Seit 2015 ist er für die Stadt Aachen als Kulturreferent tätig.
2018 startete er ein Comeback und produzierte unter seinem bürgerlichen Namen in den niederländischen Wisseloord-Studios das Album feeling good, im August veröffentlicht wurde. Es wirkten 25 Musiker Europas, der Mixing- und Recording-Engineer Ronald Prent sowie die vierfache Grammy-Gewinnerin Darcy Proper mit. Auf dem Album interpretiert Malinkewitz Rock- und Soul-Klassiker der 60er- und 70er-Jahre mit großer Orchestrierung neu, darunter Songs wie Hoochie Coochie Man, I Put A Spell On You und Fly Me to the Moon. Das Album erreichte Platz 13 in den deutschen Albumcharts.